# Architettura armena
L'architettura armena si riferisce alle opere architettoniche legate alla cultura e ed estetica del popolo armeno. Difficilmente collocabile in modo preciso da un punto di vista geografico e cronologico, la manifestazione più evidente sono le architetture religiose del VII secolo e di epoca medievale.

## Architettura pre-cristiana

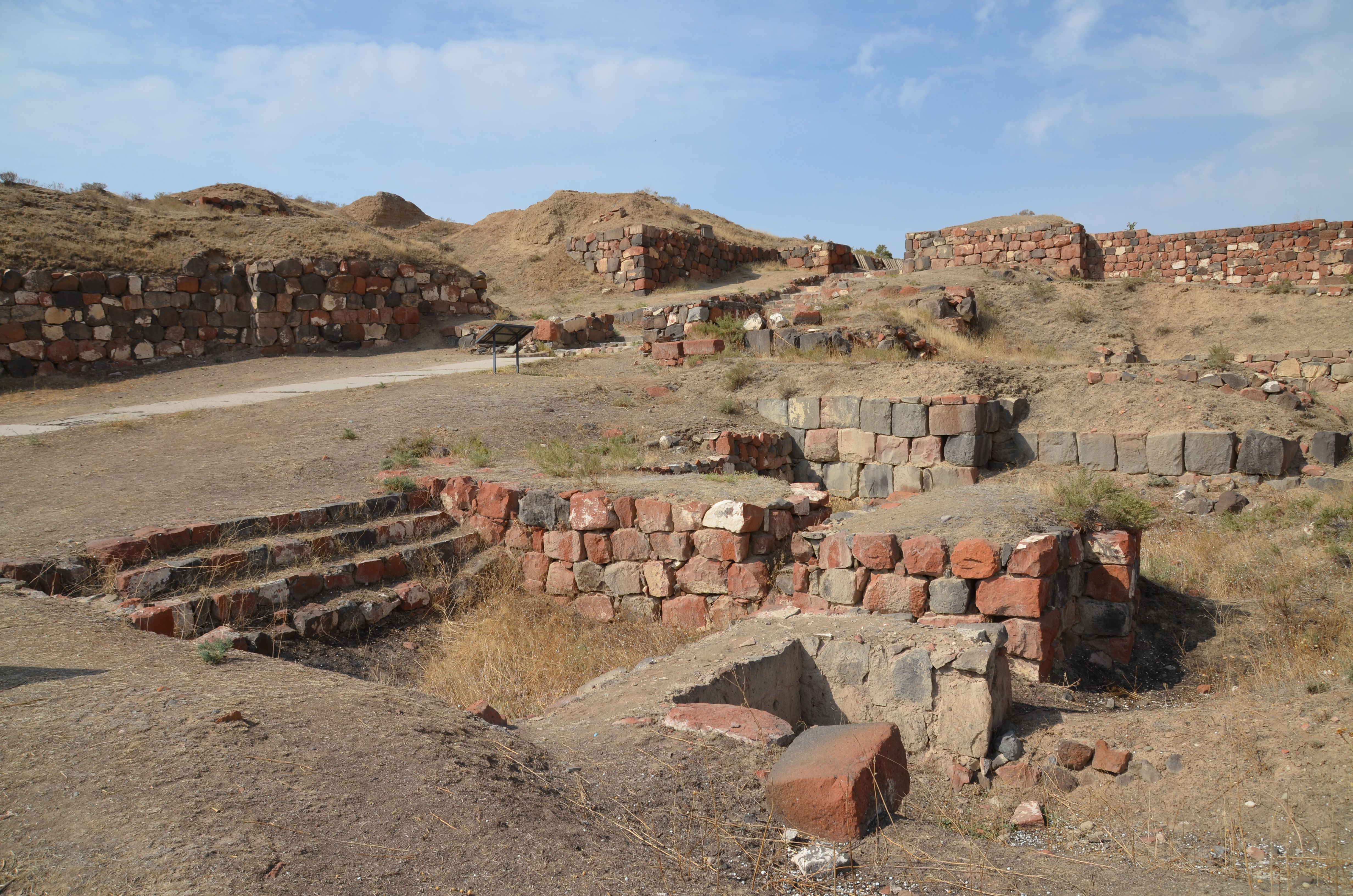
La fortezza di Erebuni

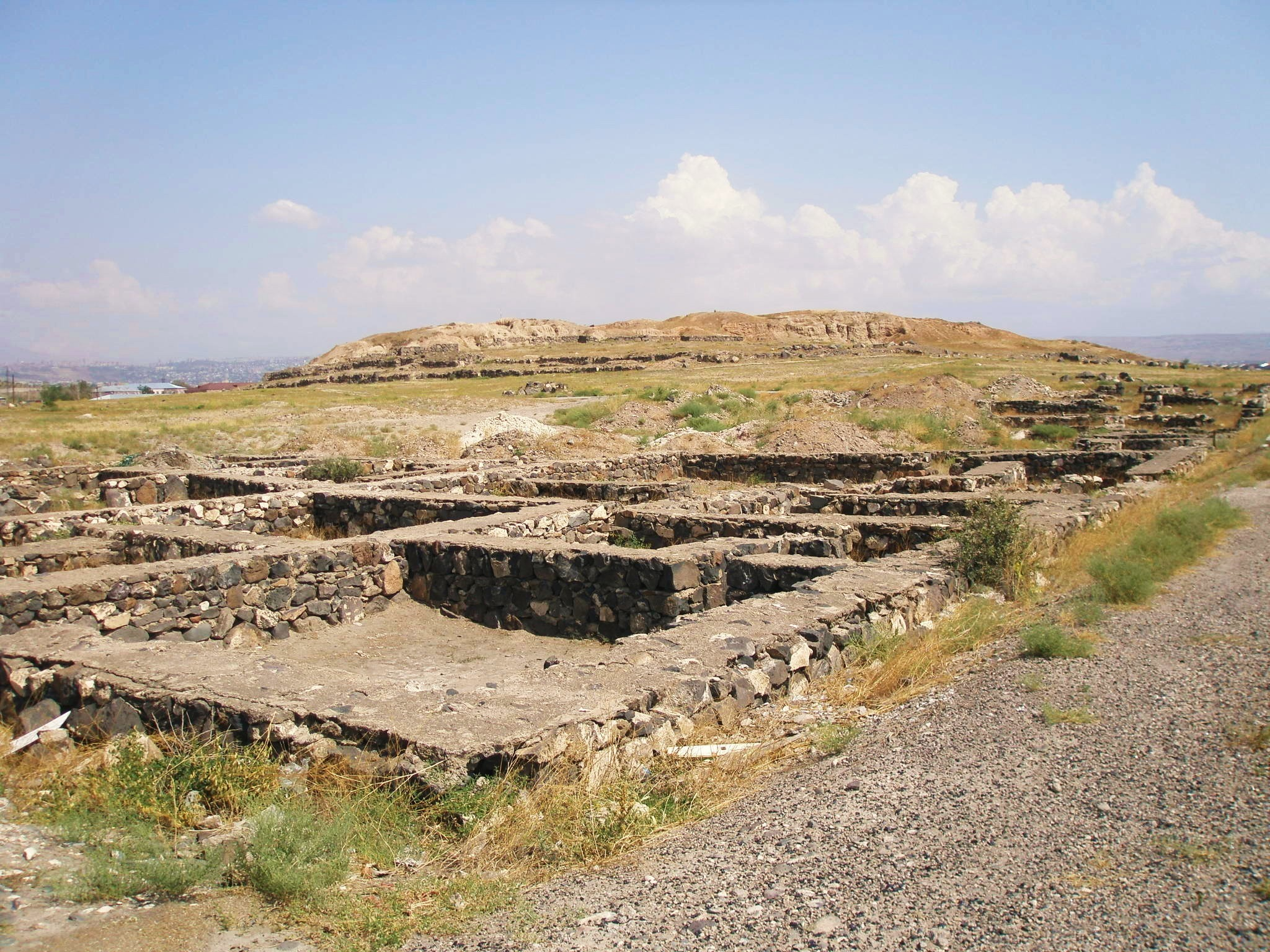
Karmir-Blour (Teishebaini)

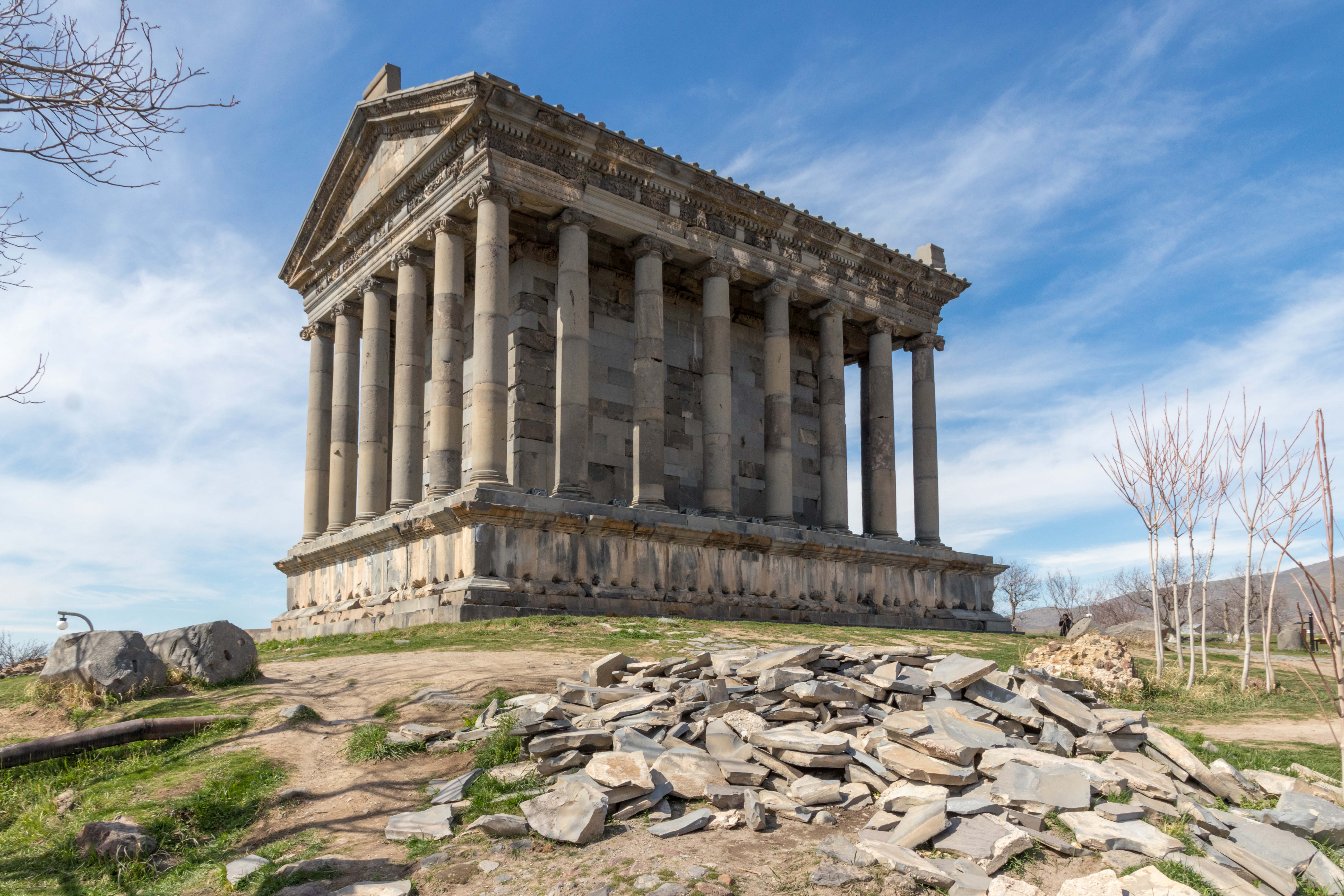
Il Tempio di Garni

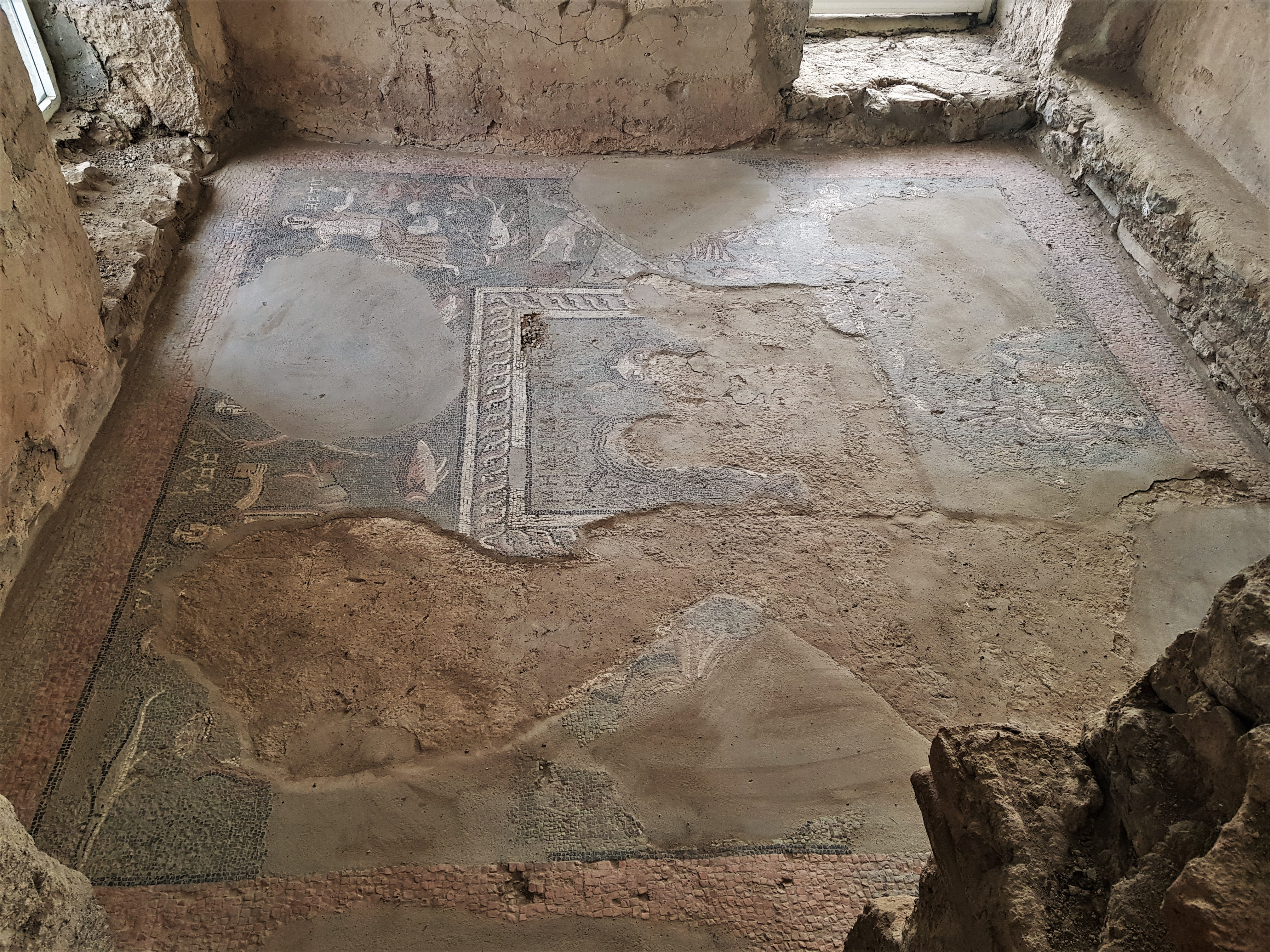
I mosaici nelle terme di Garni

I pochi esempi rimasti di architettura pre-cristiana sono riconducibili a due distinti periodi:
- l'epoca urartiana (IX-VI secolo a.C.) della quale rimangono resti di alcune fortificazioni come la fortezza di Erebuni e i resti di Karmir-Blour e tracce documentali di templi come quello mai ritrovato di Muṣaṣir dedicato ad Ḫaldi. L'architettura urartiana è caratterizzata da fondamenta costruite con pietre ben tagliate e di grandi dimensioni come quelle che si vedono nella città fortificata di Erebuni, per le abitazioni si sono trovate tracce di cupole pur rudimentali ma indicative di un'attività architettonica abbastanza sviluppata.[1]
- il periodo tra il I  e il III secolo, i resti di quest'epoca si trovano nel sito di Garni, circa 50 km a nord-est di Eravan. I resti più antichi sono i tratti della cinta muraria composta da pietre di grandi dimensioni, ben scolpite e sovrapposte a secco. Probabilmente risalente al I o forse al III secolo d.C è il piccolo tempio che riprende con eleganza di proporzioni, volumi e fregi, le caratteristiche del tempio greco-romano. L'edificio più recente del sito è quello delle terme databile al IV secolo d.C. in cui si ritrova la disposizione dei locali tipica delle terme romane.[1]

Rimane un vuoto di ritrovamenti per tutto il periodo tra la caduta del regno di Uratru e le dinastie degli orontidi e degli artassidi e la dominazione romana, vi sono solo poche tracce delle antiche capitali di Armavir, Yervandashat, Tigranocerta e Artašat. Un altro vuoto è quello del periodo compreso tra l'ingresso delle divinità greche nel pantheon armeno (III e il I secolo a. C.) e le prime architetture cristiane. Il ritrovamento di statue fa presumere che vi fossero altri templi e santuari oltre a quello di Garni che vennero però distrutti con gran zelo nel corso del passaggio di San Gregorio Illuminatore e dei primi cristiani all'epoca di Tiridate III di Armenia.

## La cristianizzazione e le prime architetture religiose

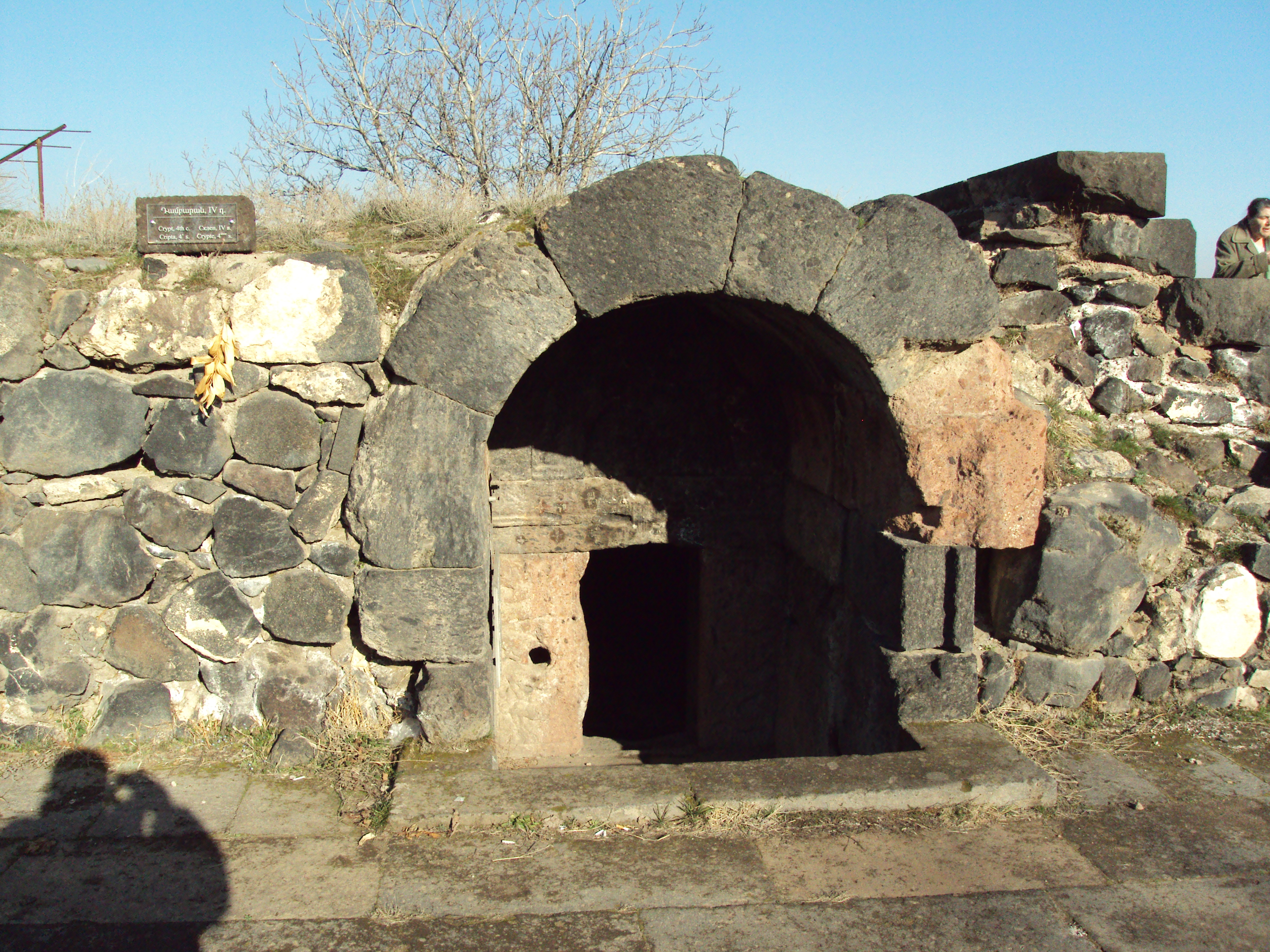
L'ingresso del mausoleo di Arshakid (IV secolo)

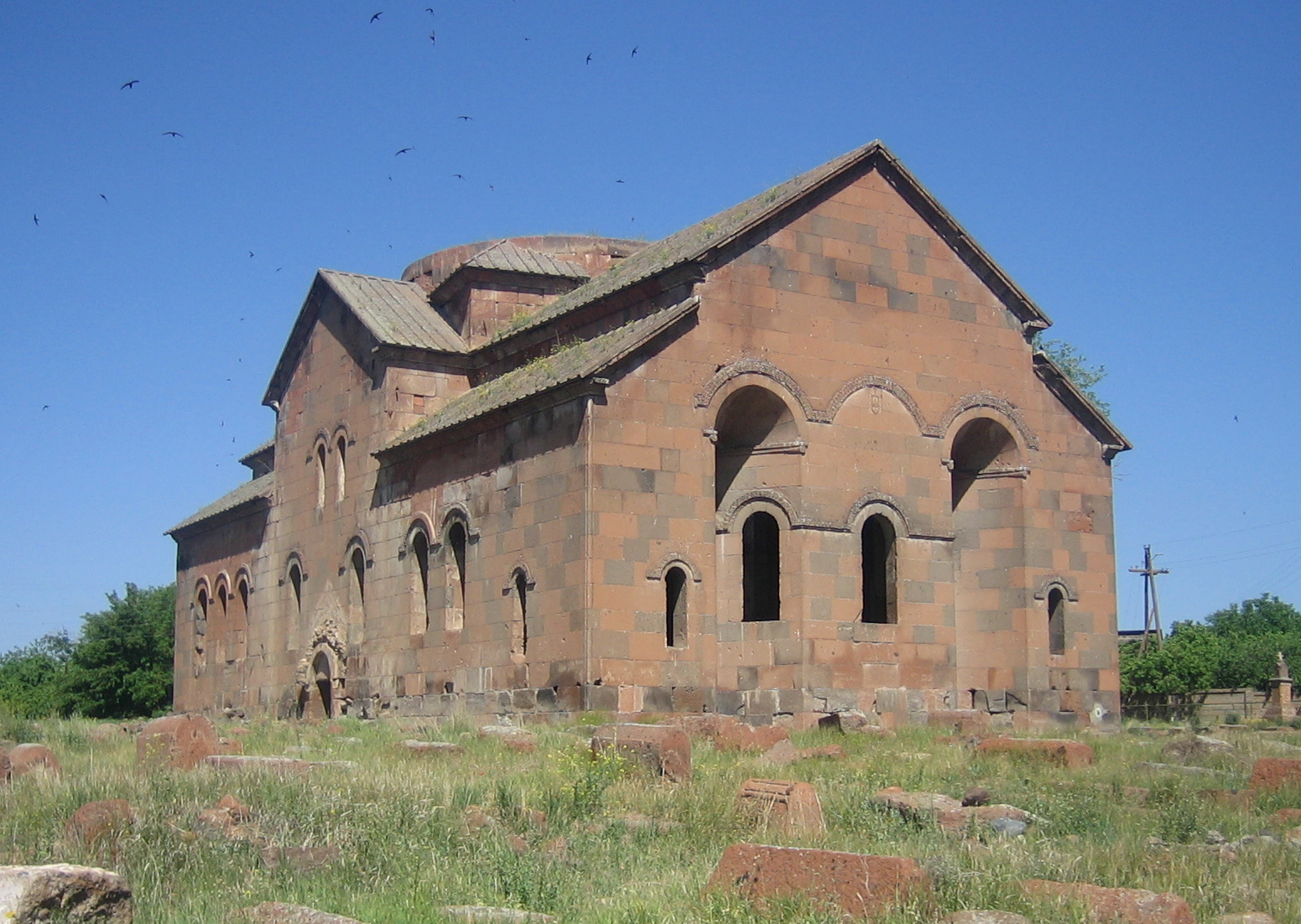
Monastero di Aruchavank, Aruch (VII secolo)

L'Armenia, durante il regno di Tiridate III fu il primo stato a dichiarare il Cristianesimo religione di stato, nel 387 d.C. la Pace di Acilisene divise una prima volta il regno d'Armenia tra Impero bizantino e Impero sasanide, la linea di confine si spostò nel 591 in seguito alla guerra romano-persiana del 572-591. In quest'epoca travagliata la chiesa e i suoi Catholicos divennero il punto di riferimento per il mantenimento dell'identità nazionale e culturale e lo rimasero fino al VI secolo, è a questo periodo che risalgono molte delle chiese e dei monasteri più antichi.
Dalla capitale Dvin e dal capoluogo religioso, l'attuale Echmiadzin, i luoghi di culto si diffusero fin nelle aree più periferiche del paese, all'estremo nord nella provincia del Gugark al confine con la Georgia che era in fase di cristianizzazione, a est dove traversando la catena montuosa dell'Artsakh giunsero fin all'Albania caucasica (attuale Azerbaigian) a sud fino alle regioni del Vaspurakan e Moxoene. L'edificio religioso più antico di cui si conoscono i resti è il mausoleo di Arshakid (IV secolo) nei pressi della località di Aghtsk che ospitò i resti dei sovrani Arsacidi d'Armenia.
La caratteristica che accomuna gli edifici religiosi dell'epoca è il materiale di costruzione, pietre di tufo di colore giallo, rosa, rosso, o grigio, a volte in tonalità molto scure, talvolta come misura antisismica venivano usate nella stessa fila pietre di altezza diversa. Questo e la varietà di colore stemperano la grande austerità e monumentalità dell'esterno degli edifici che cela spesso la complessità delle loro planimetrie.

## Architetture non religiose

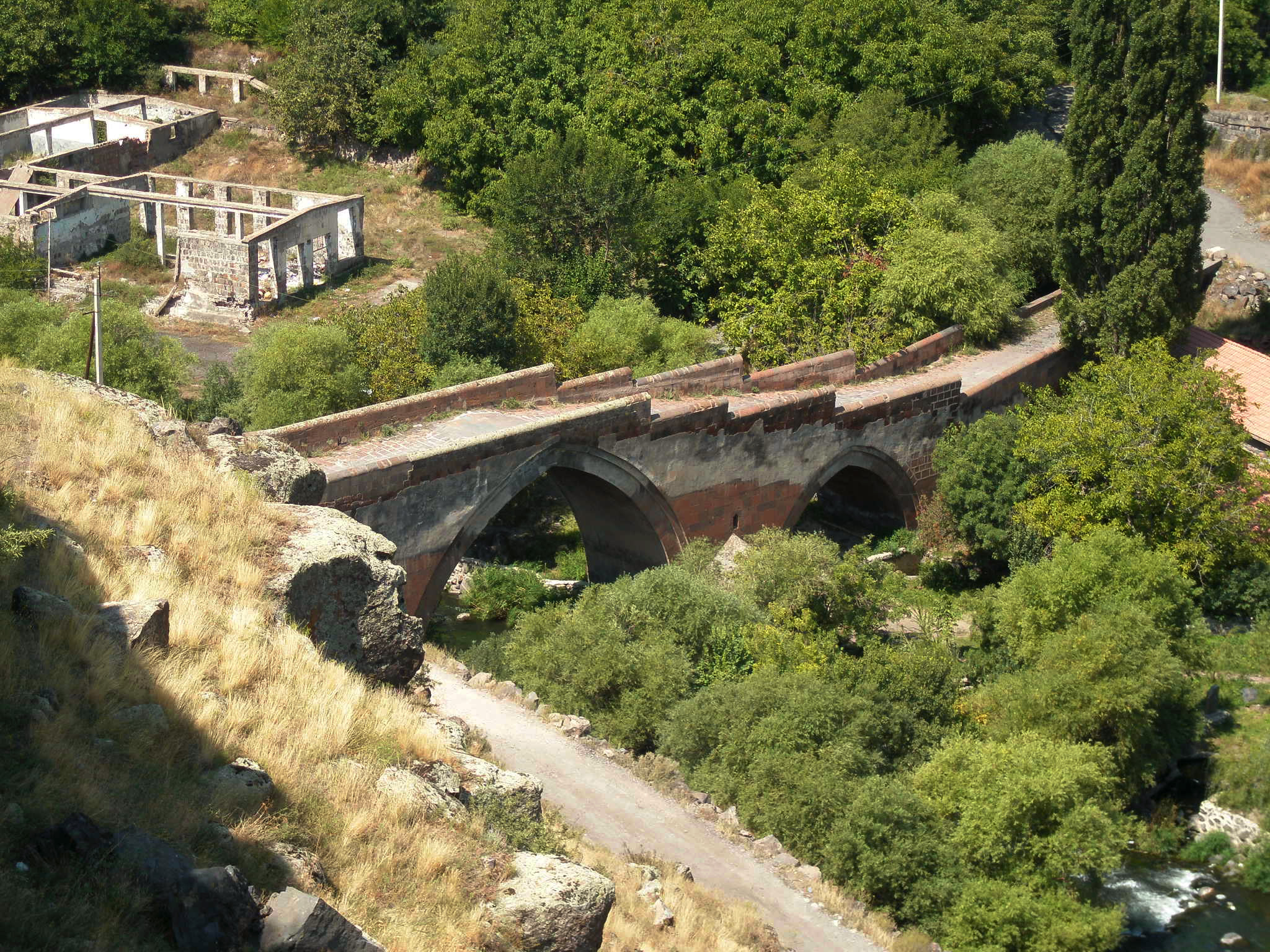
Il ponte di Ashtarak

Un altro vuoto riguarda le architetture civili delle quali sono rimasti pochissimi esempi. Non sono giunte fino a noi le abitazioni comuni che erano per lo più edificate in materiali come legno o fango, rimangono alcuni ponti di epoca medievale, tra cui il ponte di Sanahin del XII secolo e quello di Ashtarak del XVII secolo e i resti del ponte medievale sul fiume Akhurian, diversi caravanserragli e diverse fortezze come quella di Amberd.
Molte architetture non religiose si trovano nel territorio di quello che fu il regno armeno di Cilicia dove, soprattutto nell'epoca delle crociate, vennero edificate numerose fortificazioni nelle quali si mescolano lo stile decorativo armeno e l'architettura militare occidentale, alcuni esempi sono la fortificazione di Corico, quella di Silifke e Lampron. Scavi condotti a Zvartnots e a Dvin hanno portato alla luce tracce delle fondamenta dei palazzi dei catholicos del VI e VII secolo. Al di fuori dei luoghi di culto costruiti entro le fortificazioni non rimangono tracce di architetture religiose probabilmente distrutte da terremoti e nel corso delle vicissitudini politiche dell'area.

## Chiese: caratteristiche comuni

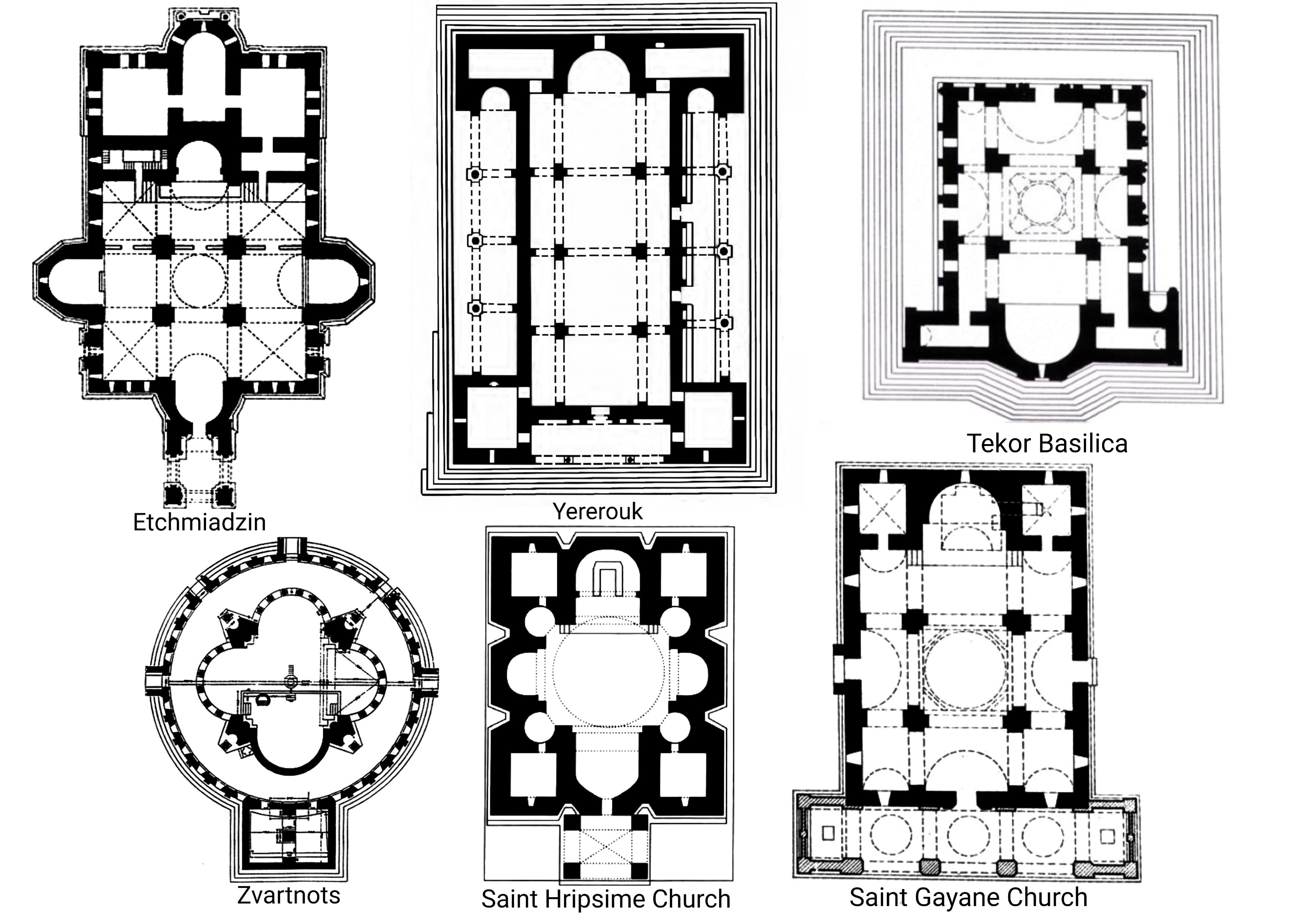
Planimetrie di chiese armene

Le chiese costruite nel periodo compreso tra il IV secolo e il XIV secolo, presentano una grande varietà e nelle dimensioni e nella posizione, alcune erano isolate, altre facevano parte di complessi monastici. Sono comunque individuabili dei tratti comuni:
- gli edifici sono integralmente costruiti in pietra e, tranne rare eccezioni, in tufo con blocchi di pietra tagliti in modo preciso. A volte venne usato del basalto nelle fondazioni in aree in cui non era disponibile il tufo[1]
- le chiese sono spesso edificate sulla sommità di rilievi o in posizioni dominanti
- i soffitti sono sempre a volta, anche questo dipende dal materiale di costruzione gli archi permettono infatti lo scarico del peso delle coperture sulle spesse pareti laterali[1] Questo ha comportato anche la necessità di pareti spesse con poche aperture per lo più a sviluppo verticale
- la presenza pressoché costante di cupole che, tranne poche eccezioni, si ergono sopra un tamburo cilindrico o poligonale che culmina con una cuspide conica o piramidale[9]
- i tetti a falde nascondono la rotondità della volta interna
- alla stessa maniera le linee esterne dell'edificio raramente svelano la complessità della planimetria, frequenti sono i casi in cui le absidi sono ricavate dallo spessore dei muri esterni, un esempio è la cattedrale di Avan il cui esterno quadrangolare nasconde una complessa planimetria a base quadrilobata.[10]

Diversi sono i tentativi di classificare le chiese armene, uno dei primi studi fu opera dell'architetto e storico dell'arte Toros Toramanian (1864 - 1934) che tentò una prima classificazione delle chiese in base alle loro caratteristiche. In generale sono individuabili delle tipologie con tratti comuni:
- chiese ad una navata con volta a botte, un esempio di questo tipo è la chiesa di Lernakert[11]
- basiliche a tre navate con volta a botte, resti di una basilica di questo tipo si trovano a Yeghvard, ad Ereruyk[11] e ad Anazarbo (Regno armeno di Cilicia)[12], in particolare quella di Ereruyk presenta due torri ai finchi del nartece e il cleristorio, entrambi rari in Armenia e di influenza siriana. Di questo tipo era in origine anche la chiesa di Tekor a cui la cupola fu aggiunta successivamente.
- le chiese con cupola possono essere divise in due sottogruppi, quelle a pianta centrale e le basiliche con cupola. Nel primo caso spesso la cupola copre l'intera superficie interna e, nei casi più elementari, si erge su una pianta quadrangolare che tramite le colonne portanti della cupola diviene ottagonale, nel caso in cui la cupola non copra l'intera superficie interna essa appoggia sul pennacchio sorretto da quattro colonne centrali.[13]

### I periodi costruttivi
Possono essere individuati quattro periodi costruttivi intervallati da periodi di assenza di nuove costruzioni.

#### Il periodo formativo
Il primo periodo va dal IV al VII secolo cioè dalla cristianizzazione all'occupazione araba. Gli edifici di culto della primissima fase di questo periodo spesso erano la conversione al culto cristiano di luoghi di culto già esistenti. Le strutture risalenti al periodo dal IV all'inizio del VI secolo sono strutture semplici nelle forme e nelle planimetrie, edificate in blocchi di tufo o pietra di grandi dimensioni, progressivamente vengono aggiunti decori, dal V secolo la pianta diviene cruciforme con l'aggiunta di nicchie e locali secondari, i tetti sono ancora in legno o pietra. Il periodo dal VI al VII secolo è chiamato anche l'età dell'oro dell'architettura religiosa armena per l'abilità dei costruttori di integrare elementi dell'architettura bizantina nelle forme tipiche delle nuove chiese edificate, questo è anche il periodo della predominanza della cupola che diviene l'elemento centrale delle pur varie planimetrie degli edifici. Negli anni compresi tra il 610 e 680 vi sono evidenze della costruzione di numerose chiese, circa una trentina.
L'invasione araba pone bruscamente fine a quest'epoca, nei due secoli successivi non vengono eretti edifici o monumenti.

#### Dal IX all'XI secolo
Una seconda epoca di prosperità architettonica iniziò con la nomina di Ashot I a sovrano di Armenia, fu il primo sovrano della dinastia Bagratide e colui che diede inizio alla cosiddetta età dell'oro dell'Armenia. Da un punto di vista dell'architettura vi fu una nuova fase di costruzione di edifici religiosi ripartendo dalle forme delle epoche precedenti ma innalzando gli edifici, aggiungendo elementi decorativi di influenza bizantina e araba e sperimentando distribuzioni degli spazi diverse. 
Sia Kars, capitale del regno dal 929 al 961 sia Ani, succeduta a Kars come capitale attraversarono un periodo di splendore, Ani era chiamata la "città delle 1001 chiese".
Questo periodo di prosperità terminò con la frammentazione della dinastia in rami separati, questo non permise di fare fronte alla pressione bizantina e crollò definitivamente con l'invasione dei Selgiuchidi (1045-1060). Di questo periodo, oltre alle già menzionate Kars e Ani, rimangono costruzioni nell'attuale provincia armena di Syunik e nell'area del Lago di Van (in Turchia).

#### L'età dei monasteri

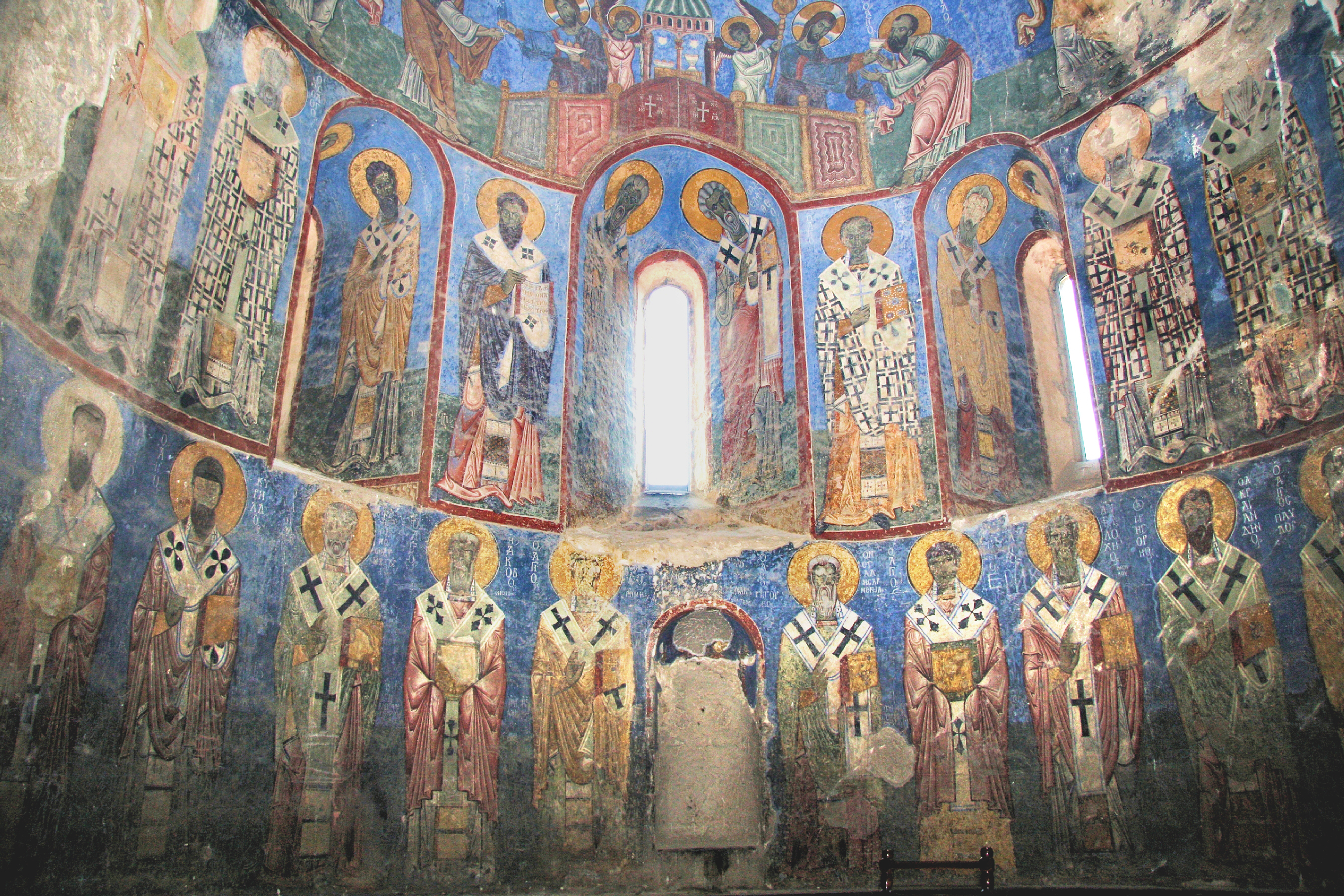
Una parte degli affreschi del monastero di Akhtala

Un nuovo periodo di fioritura si ebbe in coincidenza del dominio della dinastia dei Zakaridi, pur essendo in posizione di vassallaggio rispetto alla Georgia il periodo di tranquillità permise un nuovo periodo di prosperità nell'architettura e la costruzione o l'ingrandimento di grandi complessi monastici. Le famiglie nobiliari del periodo patrocinarono anche le arti, a questo periodo risalgono anche numerosi affreschi, tecnica in uso fin dagli albori dell'architettuta armena ma di cui rimangono pochi esempi delle epoche precedenti. Un esempio di questo periodo è il ciclo pittorico del monastero di Akhtala.
A questo periodo segue una nuova fase di crisi che si estende dal XV al XVI secolo cioè dalle invasioni dell'Armenia da parte di Tamerlano e delle sue truppe e la contestuale distruzione del regno di Cilicia da parte dei mamelucchi.

#### Il XVII secolo
Nel XVII secolo vi fu una breve ripresa a cui contribuirono gli scambi con la corte safavide di Isfahan città in cui si trovata una popolosa colonia armena. Tra le chiese della diaspora armena una delle più notevoli è la Cattedrale di Vank. Nella stessa epoca molte chiese più antiche subirono importanti ristrutturazioni e ampliamenti, come ad esempio la chiesa di Akdamar, la Cattedrale di Echmiadzin e la Chiesa di Santa Ripsima sempre a Echmiadzin.

## Architettura moderna

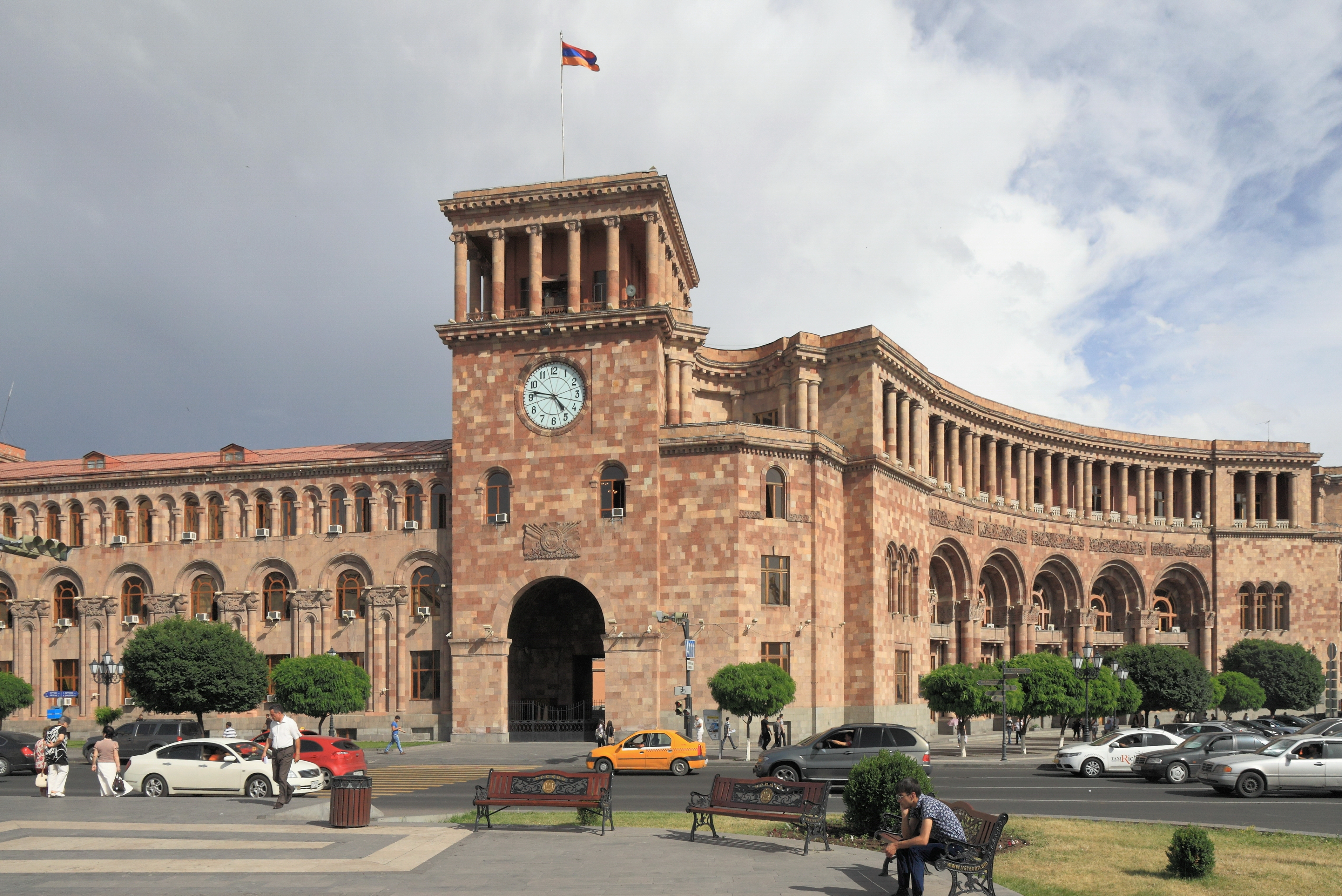
Il palazzo del governo, progetto di Aleksandr Tamanian

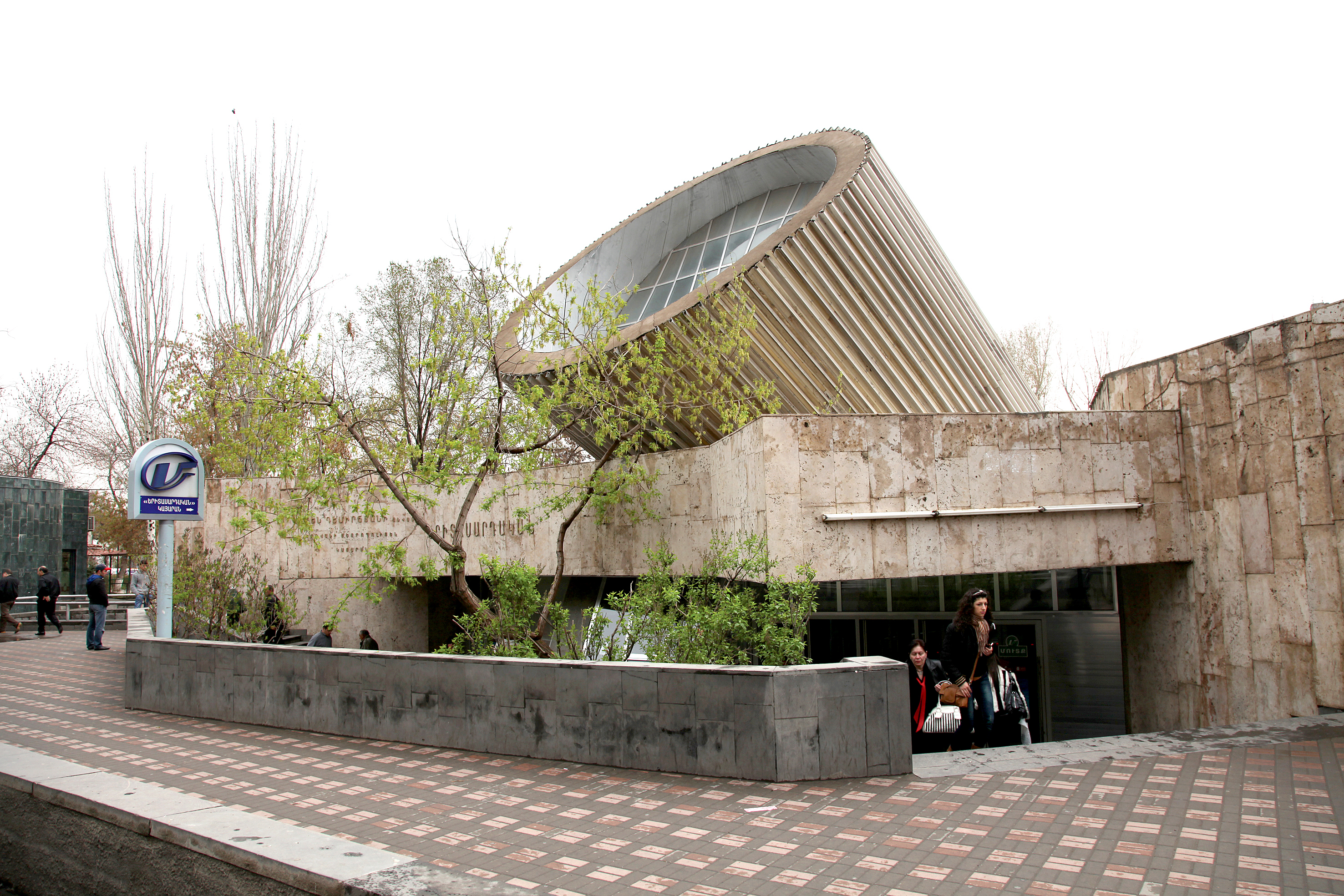
La fermata della metropolitana Yeritasardakan

Un ruolo importante nella creazione di uno stile architettonico nazionale fu quello dell'architetto e urbanista Aleksandr Tamanian, artefice del master plan di Yerevan. Fino alla costituzione della Prima Repubblica di Armenia che nel 1922 divenne la Repubblica Socialista Sovietica Armena Erevan era poco più che una piccola città di provincia. Tamanian combinò le linee del neoclassicismo russo con materiali ed elementi decorativi della tradizione architettonica armena creando uno stile unico piuttosto distante dal costruttivismo in voga all'epoca e più vicino ai dettami del realismo socialista.
Dopo la morte di Stalin prese piede il modernismo che si diffuse un po' ovunque nelle repubbliche sovietiche, tra gli esponenti armeni del modernismo vi sono Gevorg Kochar e Michael Mazmanyan, progettisti della casa degli scrittori sul lago Sevan e Raphael Israelyan autore di numerosi monumenti ed edifici pubblici. Non mancano in Armenia esempi di architettura brutalista come il complesso della cascata a Erevan, progettato dall'architetto Jim Torosian o l'edificio del Politecnico di Erevan, anche in questi casi è evidente l'inserimento di elementi e decori che richiamano la tradizione architettonica armena.
Negli anni immediatamenti successivi all'indipendenza il paese attraversò un periodo di crisi economica che portò all'abbandono di molti degli edifici di epoca sovietica, diversi dei quali avevano già subito ingenti danni durante il devastante terremoto del 1988. Con la ripresa economica, in parte alimentata dalle rimesse delle numerose comunità armene della diaspora, alcuni edifici di epoca sovietica vennero demoliti, solo in anni recenti con il rinato interesse per il brutalismo sì è iniziato a riconsiderare le opere architettoniche dell'epoca.